# Stadio Roberto Cerasa
Lo stadio Roberto Cerasa è un impianto sportivo di Popoli Terme. Ospita gli incontri calcistici del Popoli.

## Storia
L'impianto nasce con il nome di "Stadio del Littorio" negli anni Venti per ospitare gli incontri calcistici del Popoli, società costituitasi nel 1912 e dedicatasi al calcio dal decennio seguente. Si tratta di uno dei primi stadi calcistici realizzati in Abruzzo.
Venne realizzato al margine meridionale del centro abitato e, nella sua configurazione originaria, comprendeva una pista d'atletica poi rimossa. Gli spalti si compongono di un'unica tribuna sopraelevata e coperta.
Tra il 1937 e il 1940 la formazione biancazzurra (sponsorizzata dalle aziende del polo chimico-industriale e, quindi, denominata dapprima SIME Popoli e poi Simaz Popoli quindi Dinasimaz Popoli) visse la sua epoca d'oro con la disputa di tre stagioni consecutive in Serie C. Nell'ambito della Coppa Italia 1938-1939, l'impianto vide la prestigiosa affermazione degli abruzzesi sul Liguria che valse lo storico approdo del Popoli agli ottavi di finale della coppa nazionale.
Divenuto "Stadio comunale" nel dopoguerra, dal 2015 l'impianto è intitolato a Roberto Cerasa.